# Uhaitxa
L'Uhaitxa (ou gave de Sainte-Engrâce) est une rivière torrentielle de Haute-Soule au Pays basque français, dans le département des Pyrénées-Atlantiques en région Nouvelle-Aquitaine. Il constitue la branche est du Saison ou gave de Mauléon, et il est affluent du Saison, donc sous-affluent de l'Adour par le gave d'Oloron et le gave de Pau.

## Géographie
L'Uhaïtxa naît au nord-est de la commune de Sainte-Engrâce, dans une vallée façonnée par un petit glacier du Quaternaire. Vite renforcé de nombreux torrents, il traverse le village puis s'oriente au sud-ouest à travers une vallée étroite, dans un paysage karstique entaillé de cañons comme les gorges de Kakouetta, accessibles depuis la route.
L'Uhaïtxa devient le Saison à partir de sa confluence avec le gave de Larrau, à Licq-Athérey. La longueur de son cours d'eau est de 15,1 km.

### Communes et cantons traversés
Dans le seul département des Pyrénées-Atlantiques 64, le gave de Sainte-Engrâce traverse les trois communes, de l'amont vers l'aval, Sainte-Engrâce (source), Arette, et Licq-Athérey (confluence).
Soit en termes de cantons, le Gave de Sainte-Engrâce prend source et conflue dans le même canton de Tardets-Sorholus, mais traverse ou longe le canton d'Aramits, dans l'arrondissement d'Oloron-Sainte-Marie.

## Principaux affluents
Parmi les nombreux affluents de ce gave basque, on peut mentionner : Arpideko erreka, Ehüjarreko erreka, Kʰakuetako erreka d'Ihizkunditze, Urdaibiko erreka du Sarimendi, Gahardoïko erreka.